# Шпиро Галовић
Шпиро Галовић (Мутилић, код Удбине, 6. август 1938 — Београд, 12. септембар 2014) био је правник, новинар и друштвено-политички радник Социјалистичке Републике Србије.

## Биографија
Рођен је 6. августа 1938. у Удбини у Лици, где је као дете преживео усташки масакр.
Гимназију је завршио у Бјеловару, након чега је у Београду завршио Правни факултет. Године 1956. постао је члан Савеза комуниста Југославије (СКЈ).
Каријеру је започео као новинар. Био је најпре главни уредник часописа Студент, током 1962. и 1963, а потом спољнополитички уредник листа Младост. Касније је на изричит захтев Бранка Пешића прешао у Скупштину града Београда, где је такође радио као новинар. На Осмом конгресу СК Србије, 31. маја 1978. изабран је за члана Централног комитета Савеза комуниста Србије и секретара његовог Председништва. Ову дужност обављао је до Деветог конгреса, маја 1982, док је Тихомир Влашкалић био председник ЦК СК Србије. Поново је за члана ЦК СКС Србије и његовог председништва биран на Деветом конгресу СКС, маја 1982. године. У овом манданту био је председник Идеолошке комисије ЦК СКС. За члана Централног комитета Савеза комуниста Југославије и његовог Председништва изабран је маја 1982. на Дванаестом конгресу СКЈ.
Током 1980-их предводио је групу „другог либералног таласа” у Савезу комуниста Србије, због чега је сматран политичким наследником Марка Никезића. Противио се доласку Слободана Милошевића на место председника Председништва ЦК СК Србије. Заједно са Иваном Стамболићем и Драгишом Павловићем, доживео је политички пораз на Осмој седници ЦК СКС септембра 1987, након чега се повукао из политике и бавио адвокатуром.
Своје политичке погледе изнео је у књизи Говор и поговор, коју је 1989. објавио „Глобус” из Загреба.
Преминуо је 12. септембра 2014. на Војномедицинској академији (ВМА) у Београду, где је и сахрањен.